# Liste der Baudenkmäler in Farchant
Auf dieser Seite sind die Baudenkmäler in der oberbayerischen Gemeinde Farchant zusammengestellt. Diese Tabelle ist eine Teilliste der Liste der Baudenkmäler in Bayern. Grundlage ist die Bayerische Denkmalliste, die auf Basis des Bayerischen Denkmalschutzgesetzes vom 1. Oktober 1973 erstmals erstellt wurde und seither durch das Bayerische Landesamt für Denkmalpflege geführt wird. Die folgenden Angaben ersetzen nicht die rechtsverbindliche Auskunft der Denkmalschutzbehörde.

Baudenkmäler im Farchanter Ortskern

Die meisten Baudenkmäler liegen in den drei historischen Ortsteilen von Farchant: dem Unterdorf nördlich der jetzigen Bahnhofstraße und der Grünfläche des Gerns, dem Oberdorf an der jetzigen Alpspitzstraße und dem um die Kirche herum entstandenen Kirchdörfl. Entsprechend der stark von der Landwirtschaft geprägten Struktur des historischen Farchant sind die meisten Baudenkmäler ehemalige oder noch betriebene Bauernhöfe. Dazu kommen die „öffentlichen“ Gebäude: Kirche, Pfarrhaus und Rathaus. Hausnummern wurden in Farchant um 1790 eingeführt. Sie ersetzten die Hausnamen und hatten Bestand bis zur Einführung der Straßennamen im Jahre 1935.

## Baudenkmäler nach Straßen
| Lage                                                 | Objekt                                                | Beschreibung | Akten-Nr.                        | Bild                               |
| ---------------------------------------------------- | ----------------------------------------------------- | --- | -------------------------------- | ---------------------------------- |
| Alpspitzstraße 1 (Oberdorf) (Standort)               | Ehemaliges Bauernhaus „Beim Wonga“                    | Das 1613 auf Gemeindegrund entstandene Gehöft brannte 1670 völlig ab. Anschließend wurde der jetzige Satteldachbau mit Blockbau-Obergeschoss, Lauben und Zierbund errichtet. 1930 wurde der nach Westen weisende Giebel nach Süden gedreht. Das Haus mit der alten Nummer 58 wurde zuerst „beim Bacher“, dann nach dem hier wohnenden Loisachfischer „beim Fischer“ und zuletzt „beim Wonga“ (Wagner) benannt.                                                                                | D-1-80-116-2 Wikidata            | weitere Bilder                     |
| Alpspitzstraße 2 (Oberdorf) (Standort)               | Ehemaliges Bauernhaus „Beim Zach“                     | Der zweigeschossige, langgestreckte Flachsatteldachbau mit traufseitiger Laube wurde im 18. und 19. Jahrhundert errichtet, eine Inschrifttafel bezeichnet das Jahr 1768. Das Haus mit der alten Nummer 57 diente als Nebenhaus für die Ökonomie des Herrenhaus am Gern. Das Haus trug zuerst nach dem hier ansässigen Bäcker den Namen „beim Gernbäck“. | D-1-80-116-3 Wikidata            | Ehemaliges Bauernhaus„Beim Zach“   |
| Alpspitzstraße 4 (Oberdorf) (Standort)               | Wohnteil eines ehemaligen Bauernhauses „Beim Planler“ | Der 1746 errichteter Flachsatteldachbau mit Blockbau-Obergeschoss besitzt eine dreiseitig umlaufender Laube, einen Zierbund und Fassadenmalerei. Das ehemalige Bauernhaus wurde 1956 umgebaut. Das 1630 gegründete Anwesen trug die alte Hausnummer 26. | D-1-80-116-4 Wikidata            | weitere Bilder                     |
| Alpspitzstraße 7 (Oberdorf) (Standort)               | Ehemaliger Einhof „Beim Hessi“                        | Der ehemalige Einhof ist ein Eckflurhaus mit Flachsatteldach. Es besitzt ein Blockbau-Obergeschoss, eine Laube und einen Zierbund aus dem 18. Jahrhundert. Das Dach und ein Zierbund sind jedoch modern. Es trug die alte Hausnummer 30 und wurde benannt nach „Mathias Felber“. | D-1-80-116-7 Wikidata            | Ehemaliger Einhof„Beim Hessi“      |
| Alpspitzstraße 16 (Oberdorf) (Standort)              | Ehemaliger Einhof „Beim Gschpusi“                     | Der ehemalige Einhof ist ein Flachsatteldachbau mit teilweise verputztem Blockbau-Obergeschoss, Lauben, Zierbund und Bundwerk am Wirtschaftsteil aus der 2. Hälfte des 18. Jahrhunderts. Um 1928 wurde am Gebäude das Dach erneuert. Das Anwesen stand ursprünglich im aufgegangenen Dorf Aschau südlich von Farchant. Um 1510 wurde es in das Oberdorf verlegt und das Haus trug die Hausnummer 36.                                                                                          | D-1-80-116-8 Wikidata            | Ehemaliger Einhof„Beim Gschpusi“   |
| Am Gern 1 (Kirchdorf) (Standort)                     | Rathaus Farchant                                      | frühere Bezeichnung: „Beim Herrnzach“ Das Gebäude diente seit seinem Bau im Jahre 1836 bis 1841 als Wohnhaus des Großkaufmanns Martin Kirchmayr (1760–1841). Das Haus ist ein zweigeschossiger biedermeierlicher Walmdachbau mit Eisenbalkon und Putzgliederung und besitzt eine zweiflügelige, geschnitzte Haustür. Die erste Behausung an dieser Stelle wurde 1678 auf gemeinen Grund erbaut, seit 1949 ist im ehemaligen Herrenhaus mit der alten Hausnummer 54 das Rathaus untergebracht. | D-1-80-116-9 Wikidata            | weitere Bilder                     |
| Am Gern 4 (Kirchdorf) (Standort)                     | Pfarrhaus Farchant                                    | Der zweigeschossige Flachsatteldachbau mit Fassadenmalerei und Giebelluken erbauten im Jahre 1748 die zu Reichtum gelangten Geschwister Gastl. Nach deren Tode bezog 1792 der erste Schulbenefiziat das Haus. Seit der Pfarrerhebung von Farchant 1946 dient das Gebäude mit der alten Hausnummer 56 als Pfarrhaus. | D-1-80-116-11 Wikidata           | weitere Bilder                     |
| Am Gern 5 (Kirchdorf) (Standort)                     | Bauernhaus „Beim Bechtlinger“                         | Ein zweigeschossiges, breitgelagertes Bauernhaus mit Flachsatteldach und einer giebelseitigen Hochtenne. Das Gebäude besitzt zweiseitig umlaufende Lauben und eine Giebelschalung. Erbaut wurde es in der 1. Hälfte 18. Jahrhunderts. Der Hausname geht auf die Familie Pöcht zurück (Pöchtler), die das Anwesen von 1540 bis 1704 bewohnten. Das Gebäude trug die Hausnummer 42. | D-1-80-116-12 Wikidata           | weitere Bilder                     |
| Am Winkl 8 (Oberdorf) (Standort)                     | Ehemaliges Bauernhaus „Beim Rieger“                   | Das Anwesen war früher eines der größten im Ort und ein Leibgeding des Klosters Ettal. Es ist ein Flachsatteldachbau aus dem 17./18. Jahrhundert mit Blockbau-Obergeschoss, Lauben und einen erneuerten Zierbund. Der Hausname geht auf die Familie Rieger zurück, die das Anwesen mit der alten Hausnummer 37 zwischen 1525 und 1829 bewohnte und bewirtschaftete. | D-1-80-116-14 Wikidata           | Ehemaliges Bauernhaus„Beim Rieger“ |
| Bahnhofstraße 10 (Standort)                          | Wohnhaus                                              | Das ehemalige Nebengebäude des Bahnhofs ist ein erdgeschossiger Walmdachbau mit geschweiftem Kniestock zwischen zwei östlichen Vorbauten. In den Jahren 1909/10 erbaute Emanuel von Seidl das Gebäude als Wohnraum für das Bahnpersonal. Die alte Hausnummer war die 12⅓. | D-1-80-116-15 Wikidata           | weitere Bilder                     |
| Esterbergstraße 19 (Mühldörfl) (Standort)            | Kleinbauernhaus „Beim Knoascht“                       | Das Kleinbauernhaus ist ein Flachsatteldachbau mit verputztem Blockbau-Obergeschoss, einer zweiseitig umlaufender Laube und einem Zierbund aus dem dritten Viertel des 18. Jahrhunderts. Der Hausname geht auf den Organisten (Knaist) Johann Daisenberger zurück. Das Gebäude trug die alte Hausnummer 18. | D-1-80-116-31 Wikidata           | weitere Bilder                     |
| Hauptstraße 20 (Unterdorf) (Standort)                | Gasthaus zum Klos                                     | Der Flachsatteldachbau mit Blockbau-Obergeschoss und zweiseitig umlaufender Laube steht mitten im Dorf und wurde wohl im 18. Jahrhundert erbaut. Der Dachaufbau und der Zierbund mussten nach einem Großbrand im Jahr 2007 erneuert werden. Der Name geht auf Niklas Schönach, der zwischen 1755 und 1820 das Haus mit der alten Hausnummer 64 bewohnte, zurück. Das Haus beherbergt mittlerweile ein Gasthaus.                                                                               | D-1-80-116-22 Wikidata           | Gasthaus zum Klos                  |
| Hauptstraße 21 (Unterdorf) (Standort)                | Bauernhaus „Beim Sigl“                                | Der Einhof mit der alten Hausnummer 7 ist eines der ältesten Anwesen in Farchant. Er ist ein Satteldachbau mit Blockbau-Obergeschoss, Lauben, Zierbund und einem Traufbundwerk am Wirtschafteil aus der 2. Hälfte 17. Jahrhunderts. Das traufseitiges Bundwerk ist aus der 2. Hälfte 18. Jahrhundert, das Dach und der Giebel wurden 1928 erneuert. Der Name geht auf Sigmund Pader (1490–1560) zurück, das Haus ist immer noch im Besitz der Familie Bader.                                  | D-1-80-116-23 Wikidata           | weitere Bilder                     |
| Nähe Hauptstraße 21 (Unterdorf) (Standort)           | Getreidekasten                                        | Der zum Anwesen Hauptstraße 21 gehörende Getreidekasten stammt vom Anfang des 17. Jahrhunderts und ist ein Blockbau mit Satteldach. | D-1-80-116-23 zugehörig Wikidata | Getreidekasten                     |
| Hauptstraße 23 (Unterdorf) (Standort)                | Bauernhaus „Beim Lipp“                                | Der Einhof mit der alten Hausnummer 8 ist ein Satteldachbau mit Blockbau-Obergeschoss, erbaut Ende des 17. Jahrhunderts. Das Dach wurden 1928 erneuert. Der Name geht auf Philipp Puechwieser (1654–1706) zurück. | D-1-80-116-24 Wikidata           | Bauernhaus„Beim Lipp“              |
| Heubergweg 1 (Kirchdorf) (Standort)                  | Bauernhaus „Beim Krin“                                | Der Flachsatteldachbau mit Blockbau-Obergeschoss ist eines der größten Anwesen in Farchant. Das Haus mit der alten Nummer 44 besitzt einen Kniestock, eine zweiseitig umlaufender Laube und einen Zier- und Vorbund aus dem Jahr 1602. Das Dach mit Zierbund erneuerten die Besitzer 1961. Der Name geht auf die Familie Krin (1480–1650) zurück. | D-1-80-116-25 Wikidata           | Bauernhaus„Beim Krin“              |
| Heubergweg 2 (Kirchdorf) (Standort)                  | Bauernhaus „Beim Noserer“                             | Das einfache Bauernhaus mit der alten Hausnummer 49 ist ein Flachsatteldachbau mit Blockbau-Obergeschoss, dreiseitig umlaufender Laube und Zierbund aus dem 17./18. Jahrhundert. Das Dach und der Zierbund wurden 1932 erneuert. Die Herkunft des Namens ist unbekannt. | D-1-80-116-26 Wikidata           | Bauernhaus„Beim Noserer“           |
| Kreuzfeldstraße 2 (Standort)                         | Kreuzackerkapelle                                     | Der Kapellen-Bildstock ist ein kleiner Satteldachbau, im Kern aus der Mitte des 18. Jahrhunderts. Die Ausstattung zeigt den gegeißelten Heiland. | D-1-80-116-29 Wikidata           | weitere Bilder                     |
| Schulstraße 2 (Kirchdorf) (Standort)                 | St. Andreas                                           | Die Katholische Pfarrkirche besitzt einen barocken Saalraum mit eingezogenem Chor und einem westlichen Zwiebelturm. Der Münchner Baumeister Johann Mayr d. J. erbaute die Kirche in den Jahren 1728 bis 1729. | D-1-80-116-1 Wikidata            | weitere Bilder                     |
| Schulstraße 2 (Kirchdorf) (Standort)                 | Friedhof                                              | Viele Gräber des Friedhofes der Andreaskirche sind geschmückt mit alten, schmiedeeisernen Grabkreuzen. | D-1-80-116-1 zugehörig Wikidata  | Friedhof                           |
| Schulstraße 2 (Kirchdorf) (Standort)                 | Friedhofsmauer                                        | Im Jahre 1729 errichteten die Bauherren der Andreaskirche um den Friedhof eine Mauer aus Natursteinen. Die Baumaterialien der Friedhofsmauer stammten zum größten Teil von der aufgelassenen Burg Werdenfels. | D-1-80-116-1 zugehörig Wikidata  | Friedhofsmauer                     |
| Schulstraße 4 (Kirchdorf) (Standort)                 | Wirtschaftsteil des Bauernhauses „Beim Suppla“        | Der Wirtschaftsteil des größten Anwesen im Ort besitzt ein reiches Traufbundwerk und ist auf das Jahr 1777 datiert. Die Herkunft des Namens „Suppla“ ist unbekannt. Die alte Hausnummer des Gebäudes war die 41. | D-1-80-116-27 Wikidata           | weitere Bilder                     |
| Spielleitenweg (Kirchdorf) (Standort)                | Getreidekasten                                        | Der zum Anwesen Schulstraße 4 gehörende Getreidekasten stammt aus dem 17./18. Jahrhundert und ist ein verschalter Blockbau. | D-1-80-116-28 Wikidata           | Getreidekasten                     |
| Wettersteinstraße 16 (Standort)                      | Gartenpavillon                                        | Holzverkleideter Ständerbau auf sechseckigem Grundriss mit Pyramidendach, um 1840, ehemals dem Martin-Kirchmayr-Anwesen zugehörig, transloziert um 1950. | D-1-80-116-33                    | BW                                 |
| an der Schanzanlage nordöstlich des Ortes (Standort) | Grenzstein                                            | Der Grenzstein an den östlichen Ausläufen der Ammergauer Alpen ist bezeichnet mit W für Werdenfels und B für Bayern, sowie der Jahreszahl 1726. | D-1-80-116-30 Wikidata           | weitere Bilder                     |

## Ehemalige Baudenkmäler
In diesem Abschnitt sind Objekte aufgeführt, die früher einmal in der Denkmalliste eingetragen waren, jetzt aber nicht mehr. Objekte, die in anderem Zusammenhang also z. B. als Teil eines Baudenkmals weiter eingetragen sind, sollen hier nicht aufgeführt werden. Aktennummern in diesem Abschnitt sind ehemalige, jetzt nicht mehr gültige Aktennummern.

| Lage                                   | Objekt                                                       | Beschreibung | Akten-Nr.              | Bild                                                        |
| -------------------------------------- | ------------------------------------------------------------ | --- | ---------------------- | ----------------------------------------------------------- |
| Alpspitzstraße 5 (Oberdorf) (Standort) | Ehemaliges Bauernhaus „Beim Wegmacher“                       | Das Haus mit der alten Hausnummer 29 hat ein verputztes Blockbau-Obergeschoss, Zierbund und Übersattel. Erbaut wurde es im 3. Viertel des 18. Jahrhunderts. Ein früherer Besitzer des Anwesens war für die Instandhaltung des Wegenetzes in Farchant zuständig. | D-1-80-116-5 Wikidata  | Ehemaliges Bauernhaus„Beim Wegmacher“                       |
| Alpspitzstraße 6 (Oberdorf) (Standort) | Bundwerk am Wirtschaftsteil „Beim Blob“                      | Der Bau stammt vom Anfang des 19. Jahrhunderts. Das Haus mit der alten Hausnummer 28 ist benannt nach einem Bläber, einem Färber für blaues Tuch. | D-1-80-116-6 Wikidata  | Bundwerk am Wirtschaftsteil„Beim Blob“                      |
| Am Gern 3 (Kirchdorf) (Standort)       | Kraftvoller Zierbund „Beim Scherer“                          | Eines der ältesten in Farchant noch erhaltenen Gebäude ist das „Scherer-Haus“. Eine moderne Bezeichnung datiert den Bau mit den alten Hausnummern 52/53 auf das Jahr 1672. Seit 1909 befand sich dort ein Kolonialwarengeschäft. Der frühere Hausname war „Beim Welsch“, vermutlich stammen ehemalige Bewohner aus Italien (Welsche). | D-1-80-116-10 Wikidata | Kraftvoller Zierbund„Beim Scherer“                          |
| Am Winkl 2/4 (Oberdorf) (Standort)     | Ehemaliges Bauernhaus „Beim Sternbam“                        | Das Doppelhaus mit den alten Hausnummern 38/39 besitzt einen breit gelagerter Zierbund und wurde im 18. Jahrhundert erbaut. Die ersten Hausnamen waren „Lederer“ und „Ketterer“, dann war das Anwesen als „Beim Susannala“, das auf Susanna Pader zurückgeht, bekannt. Die Herkunft des Namens „Sternbam“ ist unbekannt. | D-1-80-116-13 Wikidata | Ehemaliges Bauernhaus„Beim Sternbam“                        |
| Brunngasse 3 (Unterdorf) (Standort)    | Bauernhaus „Beim Baschtl“                                    | Das Bundwerk des Bauernhauses mit der alten Hausnummer 72 stammt aus der zweiten Hälfte des 18. Jahrhunderts. Der Hausname geht auf Sebastian Trischer (1500–1560) zurück. | D-1-80-116-16 Wikidata | weitere Bilder                                              |
| Hauptstraße 9 (Unterdorf) (Standort)   | Ehemaliges Bauernhaus „Beim Kupferschmied“                   | Das ehemalige freieigene Bauernhaus mit Flachsatteldach und verschaltem Blockbau-Obergeschoss besitzt eine Laube und eine Giebeltenne mit abgeteilter Haustüre. Erstmals erbaut wurde das Gebäude mit der alten Hausnummer 1 im Jahre 1626. Im 18. Jahrhundert erweiterten die Bewirtschafter das Haus. Das Anwesen ist durch Teilung einer einzigen Hofstatt um 1540 entstanden. Das Gebäude beherbergte von 1664 bis 1747 ein Kesselmacherwerkstatt, daher der Hausname Kupferschmied. | D-1-80-116-19 Wikidata | weitere Bilder                                              |
| Hauptstraße 12 (Unterdorf) (Standort)  | Bundwerk am Wirtschaftsteil und Inschrifttafel „Beim Geiger“ | Das Bundwerk des Gebäudes mit der alten Hausnummer 70 stammt aus der 2. Hälfte des 18. Jahrhunderts, eine Inschriftentafel datiert den Bau in das Jahr 1779. Die Herkunft des Hausnamens ist jedoch nicht bekannt. | D-1-80-116-21 Wikidata | Bundwerk am Wirtschaftsteil und Inschrifttafel„Beim Geiger“ |

## Abgegangene Baudenkmäler
In diesem Abschnitt sind Objekte aufgeführt, die früher einmal in der Denkmalliste eingetragen waren, jetzt aber nicht mehr existieren, z. B. weil sie abgebrochen wurden. Aktennummern in diesem Abschnitt sind ehemalige, jetzt nicht mehr gültige Aktennummern. 

| Lage                             | Objekt                              | Beschreibung | Akten-Nr.              | Bild                   |
| -------------------------------- | ----------------------------------- | --- | ---------------------- | ---------------------- |
| Hauptstraße 10 (Standort)        | Bauernhaus „Beim Jaggl“             | Das in den 1980er Jahren durch einen Neubau ersetzte Gebäude war ein Ende des 17. Jahrhunderts erbauter Flachsattelbau mit Blockbau-Obergeschoss. | D-1-80-116-20 Wikidata | Bauernhaus„Beim Jaggl“ |
| Gernweg 5 (Unterdorf) (Standort) | Ehemaliges Bauernhaus „Beim Kramer“ | Der zweigeschossige verputzte Blockbau mit Flachsatteldach, Giebeltenne und Seitenflur trug die alte Hausnummer 68. Im Kern stammte das Gebäude aus dem 17./18. Jahrhundert. Das Oberlichtgitter an der Haustür bezeichnete das Jahr 1783. Das Haus wird nach dem Kaufmann (Kramer) Ferdinand Kirchmayr (1668–1761) benannt. Bei einem Brand am 22. Dezember 2012 wurde das Gebäude so stark beschädigt, dass die Ruine wegen Einsturzgefahr abgetragen werden musste. | D-1-80-116-18 Wikidata | weitere Bilder         |